# NORDITA
Північний інститут теоретичної фізики (англ. Nordic Institute for Theoretical Physics) — міжнародний науково-дослідний інститут, заснований 1957 року з ініціативи данського фізика Нільса Бора й шведського фізика Торстена Ґустафсона урядами скандинавських країн як Північний інститут теоретичної атомної фізики (дан. Nordisk Institut for Teoretisk Atomfysik — звідси, часто вживана абревіатура його назви — Nordita, або NORDITA). Був створений з метою поглиблення співробітництва між скандинавськими країнами в рамках фундаментальних теоретичних досліджень в атомній фізиці.
П'ять різноколірних трикутників в логотипі Nordita, які розходяться від сторін п'ятикутника, повторюють кольори національних прапорів засновників Інституту: Данії й Ісландії — червоний, Фінляндії й Норвегії — синій, Швеції — жовтий.
Спочатку Nordita розташовувався в Інституті Нільса Бора в Копенгагені, але 1 січня 2007 року він перемістився до Університетського центру AlbaNova в Стокгольмі. Початково дослідження інституту фокусувалися на атомній фізиці та з плином часу достосовувалися до викликів сучасності. Основними напрямами сучасних досліджень Nordita стали астрофізика та астробіологія, статистична механіка, фізика Сонця, фізика елементарних частинок, фізика конденсованих середовищ, фізика високих енергій, біофізика, мережеві науки та нейробіологія. Таке розширення сфер наукової діяльності поза атомну фізику зумовило подальше уточнення назви інституту — Північний інститут теоретичної фізики.
Упродовж своєї діяльності інститут набув важливого значення як скандинавський центр передових досліджень з теоретичної фізики та суміжних галузей фізики, який забезпечує підготовку молодих фізиків та служить платформою для міжнародної наукової співпраці.

## Історія створення
Успішні результати співпраці між групами вчених під час Другої світової війни, особливо в галузі електроніки, радіолокації та ядерної зброї, створили серед політиків міцну підтримку природничих наук у всіх країнах.
Після війни всі уряди європейських країн були зацікавлені в подальшому вивченні потенціалу енергії атома, незалежно від того, чи розглядається вона як новий енергетичний ресурс для суспільства, чи як зброя, щоб знеохотити ворогів. Норвегія та Швеція, як і багато інших малих країн, планували виробляти ядерну зброю. Норвегія відмовилася від такого плану після вступу до НАТО. У Швеції, яка вирішила дотримуватися нейтралітету, прем'єр-міністр Таге Ерландер пішов на компроміс: Швеція продовжуватиме дослідження ядерної енергії для цивільних цілей і можливого використання технології для виробництва зброї на основі шведського урану, офіційно назване «дослідженням захисту».
У скандинавському регіоні кілька урядів заснували «атомні комітети» в складі представників урядів, промисловості й національних вчених, щоб дослідити свої можливості (Швеція в 1945 році, Норвегія в 1947 році, Данія в 1955 році). У Європі жодна країна, крім Великої Британії, не мала економічних та технічних можливостей будувати великі прискорювачі заряджених частинок. Виклика́в занепокоєння той факт, що під час і після війни багато європейських фізиків виїхали до США, де дослідницьке обладнання й платня були набагато кращі, ніж в Європі. Ці факти утвердили в думці, що тільки кілька західноєвропейських країн можуть створити спільну дослідницьку організацію, здатну ефективно працювати для вирішення спільної проблеми.

Країни-учасники CERN.
Засновники
Приєднались до CERN згодом

1952 року Європейську організацію з ядерних досліджень де-факто було створено (абревіатура від французької назви фр. Conseil Européen pour la Recherche Nucléaire — CERN, в Україні узвичаїлася абревіатура ЦЕРН). Потужні прискорювачі заряджених частинок вже були збудовані в США, СРСР і Великобританії. Тому було вирішено у рамках CERN побудувати та запустити спільний європейський потужний прискорювач заряджених частинок. Проблемним стало рішення щодо географічного розташування цього об'єкту. Як засвідчив Стефан Розенталь , це не могла бути одна з великих країн, і вибір остаточно стояв між Данією, Нідерландами й Швейцарією. Нільс Бор, Гендрік Крамерс за підтримки Норвегії та Швеції виступали за розміщення центру в Копенгагені. Інші країни вважали небезпечним розміщувати CERN у Данії, оскільки в разі конфлікту Радянський Союз може окупувати Данію й використати потужний прискорювач. Франція наполягала на тому, щоб CERN був розміщений у франкомовному середовищі й, врешті, у жовтні 1952 року на засіданні CERN було остаточно обрано локацію — Женеву. Офіційним днем народження CERN вважають 29 вересня 1954 року, коли 12 країн-учасниць ратифікували угоду про її заснування.
Коли було остаточно вирішено, що теоретична група CERN має перейти з Копенгагена до Женеви, Торстен Ґустафсон, Нільс Бор та інші видатні скандинавські фізики виступили з ініціативою заснувати північний дослідницький центр теоретичної фізики в Копенгагені. У першій половині ХХ сторіччя завдяки роботі Нільса Бора та його співробітників Копенгаген став світовим центром сучасної фізики. Бор всіляко заохочував контакти та співпрацю між скандинавськими фізиками, які часто відвідували Копенгаген для участі в спільних міжнародних дослідженнях. У 1950-ті роки спостерігалася широка політична воля до спільних проєктів як на скандинавському, так і на європейському рівнях; війна показала важливість наукової переваги країн, з фізики, зокрема. Природно, це привело до дискусій про створення спільного Північного дослідницького центру.
Ідею добре сприйняли на політичному рівні, зокрема прем'єр-міністр Швеції Таге Ерландер. Теоретична фізика була безперечно відносно недорогою сферою співпраці й досліджень, а інші скандинавські країни мали б вигоду від такої співпраці. Ще у серпні 1945 року через кілька днів після повернення з Англії Нільс Бор відвідав прем'єр-міністра Швеції Таге Ерландера. Зустріч було організовано, ймовірно, через професора Лундського університету Торстена Ґустафсона, який мав легкий доступ до прем'єр-міністра оскільки вони були друзями ще зі студентських часів, коли разом вивчали фізику в університеті Лунда.
Ґустафсон протягом багатьох років був радником Таге Ерландера з наукових і навчальних питань. Бор рекомендував Швеції, виходячи з промислового розвитку та великих родовищ урану, якомога швидше сформувати комітет з досліджень у ядерній енергетиці та розпочати такі дослідження для цивільного використання. Була сформована ідея створення університетами Лунда та Копенгагена спільного науково-дослідного інституту.
У результаті цієї зустрічі восени 1945 року шведський уряд запропонував 100 мільйонів шведських крон на підтримку заснування та діяльності Міжнародного інституту теоретичної та прикладної ядерної фізики з Нільсом Бором як головою. Бор постулював, що Інститут має бути відкритим для дослідників з усіх країн без винятку, а керівником інституту має бути міжнародний дослідник із надзвичайно хорошою репутацією. Він уважав, що єдиний спосіб запобігти перегонам озброєнь між державами полягав у обміні інформацією та встановленні спільного нейтрального контролю над зброєю. Пропозиція Бора означала, що західним державам доведеться зробити серйозний вибір: шляхом інтернаціоналізації вони передадуть Радянському Союзу секрети бомби, з ризиком отримати сильнішу та агресивнішу Росію, але зникомим шансом, що росіяни позбудуться агресивних намірів.
Такий підхід до відкритості Інституту зустрівся із авторитетними застереженнями. Вінстон Черчилль мав протилежний погляд на ядерні дослідження. Він вважав, що інформацію й технології атомної зброї необхідно зберігати в таємниці, наскільки це можливо довго, подалі від небажаних країн, зокрема, СРСР. Ще у вересні 1944 року Черчіль і Рузвельт вирішили відмовитися від обміну інформацією.
Іншою перешкодою до створення інституту з відкритим доступом до його наукової діяльності стали запроваджені країнами ядерної енергетики жорсткі правила для забезпечення секретності інформації про це. Запроваджені обмеження були настільки масштабними, що вони також включали закриття інформації про необхідні компоненти ядерної програми для цивільного використання.
Сама Данія, на відміну від інших скандинавських країн, не розпочала дослідження ядерної енергетики для цивільних цілей, не створила комітет ядерних досліджень відразу після війни (лише в 1955 році), незважаючи на те, що Нільс Бор володів глибокими знаннями ядерної науки і техніки, ще з періоду Мангеттенського проєкту. Справа в тому, що керівники США, Великобританії не довіряли Бору через його заклики до відкриття інформації про ядерну зброю й бажання ділитися нею з Радянським Союзом. Як наслідок цього, після завершення війни американська влада вимагала від Нільса Бора утриматися від роботи над ядерними дослідженнями після повернення до Данії. А без такого провідного вченого в галузі атомної теорії розпочинати дослідження з ядерної енергетики було немислимо.
17 лютого 1953 року відбулася чергова зустріч у Гетеборзі данських, шведських та норвезьких фізиків, на якій було узгоджено основні пложення діяльності Інституту і які були через тиждень представлені в меморандумі, складеному Нільсом Бором, Торстеном Ґустафсоном, Егілом Гіллераасом (Норвегія) та Стефаном Розенталем. Процес остаточної реалізації проєкту тривав доволі довго, оскільки вимагав консультацій та узгоджень не тільки в середовищі наукової спільноти, атомних комітетів, CERN, але й урядів та парламентів країн-учасниць.
Створення Nordita було тісно пов'язане зі створенням CERN. Доки група теоретичної фізики CERN працювала в Копенгагені, бо чекали спорудження будівлі CERN в Женеві, не було поспіху та й нагальної потреби у створенні скандинавського інституту, бо CERN фактично виконував його функції.
Питання про інститут повернулося на порядок денний лише після рішення, що приблизний рік переїзду теоретичної групи CERN в Женеву — 1957. Більшість країн підтримали пропозицію локалізації Північного інституту в Копенгагені, де вже діяв потужний міжнародний центр теоретичної фізики — Інститут Нільса Бора. Після того, як Рада міністрів північних країн на своєму засіданні в лютому 1957 року рекомендувала заснувати Північний інститут теоретичної атомної фізики, а уряди та парламенти Північних країн погодилися з цією пропозицією, Інститут розпочав свою діяльність 1 жовтня 1957 року.

## Мета й умови функціонування
На початковому етапі керівництво Nordita здійснювала Тимчасова Рада фізиків-теоретиків, призначених урядами п'яти країн. До складу Ради ввели 15 членів, зокрема, серед них: від Данії — Нільса Бора (голова Ради), Крістіана Меллера, Стефана Розенталя, Оге Бора (заступник голови); від Фінляндії — Пекка Яухо; від Ісландії — Торбйорн Сігургейрссон; від Норвегії — Еґіл Гіллераас, Гаральд Вергеланд; від Швеції — Торстен Ґустафсон (заступник голови), Оскар Клейн. Для практичного керівництва інститутом Тимчасова Рада на своєму засіданні в червні 1957 року вирішила адаптувати правила та досвід, отриманий в управлінні дослідницькою групою CERN, оскільки правила CERN були опрацьовані, як для міжнародної інституції. Інститут очолював директор, якого призначала Рада, вона ж приймала рішення з питань організації діяльності інституту, в тому числі з питань призначення працівників та наукових співробітників. На посаду директора своїм рішенням в червні 1957 року Рада запросила Крістіана Меллера, який на той час виконував обов'язки директора групи теоретичних досліджень CERN і обіймав посаду професора в Інституті теоретичної фізики (пізніше Інститут Нільса Бора). Мелер погодився очолити інститут і роботу директора Nordita виконував за сумісництвом, поєднуючи її з основною посадою професора.
Проєкт статуту інституту, який розробила комісія Ради, Рада обговорила і затвердила у червні 1958 року. Відповідно до початкового статуту головною метою Nordita був розвиток подальшого співробітництва між скандинавськими країнами в рамках фундаментальних теоретичних досліджень в атомній фізиці. Основні постулати діяльності Інституту:
- результати досліджень з теоретичної фізики мають бути відкритими та доступними кожному;
- Nordita займається діяльністю, яка не служить військовим цілям;
- Nordita — центр, де проводять дослідження та спілкуються дослідники скандинавського регіону та інших країн;
- забезпечення навчання молодих скандинавських фізиків у галузях теоретичної атомної фізики;
- сприяння науковому співробітництву Північних країн;
- відвідування скандинавськими та міжнародними дослідниками інших скандинавських інститутів.

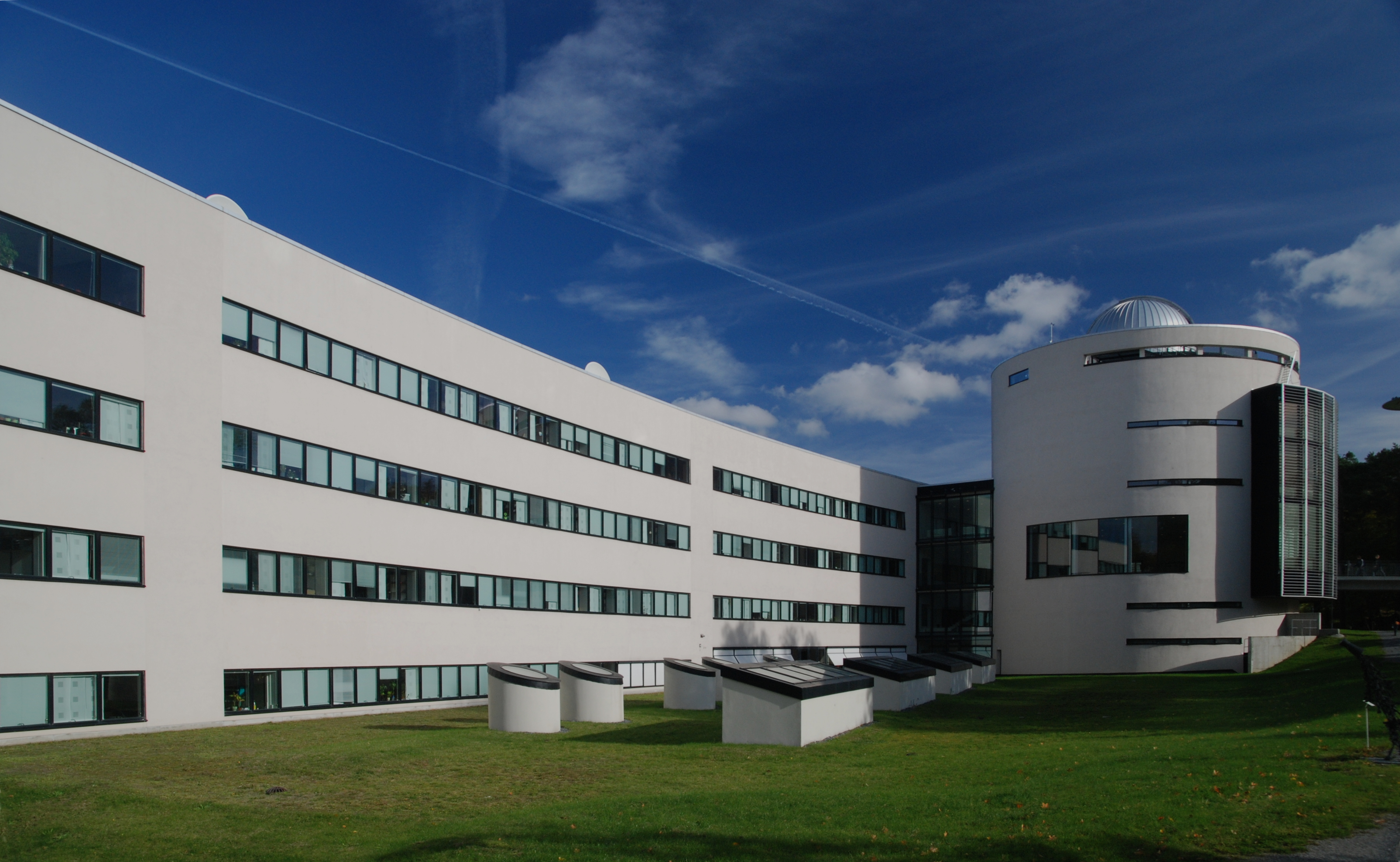
Головна будівля AlbaNowa, де розміщується Nordita

Важливим напрямом діяльності нового Інституту стала підготовка молодих скандинавських дослідників, оскільки на той час у скандинавських країнах не було організовано докторської освіти з фізики. У 1960-х роках Північні країни значно розширили викладання фізики, в університетах було створено багато нових посад. Значній частині дослідників, які пройшли підготовку в Nordita, було запропоновано престижні посади. Із 320 молодих науковців, які працювали в Nordita в Копенгагені між 1957 і 2006 роками, щонайменше 165 отримали постійні університетські посади.
Данська держава надала Nordita необхідні приміщення та покривала витрати на їх експлуатацію, наприклад, на прибирання, опалення та електроенергію. Операційні витрати покривалися внесками держав-учасниць. До 1973 року внески були пропорційними до чисельності населення кожної країни. Протягом перших семи років Нордіта розташовувався в будівлі С Інституту теоретичної фізики. Після змін у політиці Ради міністрів Північних країн, Nordita було перенесено у січні 2007 році до Стокгольма, де його спільно прийняли Королівський технологічний інститут і Стокгольмський університет. Тут його розмістили в трьох будівлях університетського центру AlbaNova. Нова локалізація забезпечила плідну співпрацю з дослідниками цих університетів, зберігаючи при цьому фінансову та інтелектуальну незалежність Nordita.
Після зміни статусу Nordita став спільним інститутом Королівського технологічного інституту та Стокгольмського університету. З 2016 року ним керує Стокгольмський університет з безпосереднім підпорядкуванням його ректору. При цьому Nordita зберігає високий ступінь незалежності та самостійності щодо бюджету, діяльності та фінансів. Рада інституту складається з шести науково-компетентних постійних членів та заступників, які призначаються ректором Стокгольмського університету за погодженням з ректором Королівського технологічного інституту. До складу ради додатково входять по одному представнику й одному заступнику від кожної країни, які обираються дослідницькими радами країн. Голова Ради призначається віце-ректором Стокгольмського університету за погодженням з віце-ректором Королівського технологічного інституту. Рада призначає заступника голови Ради зі свого складу. Вона обирається терміном на три роки. Жоден член Ради не може бути членом Ради більше двох термінів. Рада номінує директора інституту, кандидатуру якого затверджує віце-ректор Стокгольмського університету за погодженням з віце-ректором Королівського технологічного інституту.
До 2006 року діяльність Nordita фінансувалася Радою міністрів Північних країн, після 2006 року фінансування здійснюється за рахунок грантів від Ради міністрів, Шведської дослідницької ради, двох материнських університетів та Уппсальського університету. Так, наприклад, загальний бюджет Nordita 2014 року становив 33,7 млн шведських крон. 12,6 млн крон покрили гранти, призначені для конкретних дослідницьких проєктів, решту суми використали на всю діяльність Nordita.
У різні періоди директорами Nordita були:
- Крістіан Меллер, (1957—31.8.1971);
- Бенгт Стрьомгрен, (1.9.1971—1974);
- Оге Нільс Бор, (1975—15.3.1981);
- Бен Рой Моттельсон, (16.3.1981—1983);
- Джеймс Гамільтон[en], (1984—1985);
- Аллен Макінтош[en], (1986—1988);
- Крістофер Петік[en], (1989—30.9.1994);
- Поль Гоєр, (1.10.1994—31.7.2002), (1.9.2005—31.07.2006)
- Петер Мінгаґен, (1.8.2002—31.8.2005);
- Ульф Вальґрен, (1.08.2005—31.12.2006);
- Кетрін Фріз, (09.2014—2019).

## Наукові досягнення
Хоча Nordita найперше отримав свою назву від атомної фізики, його діяльність від початку поширювалася й на інші галузі фізики. Перший директор Nordita Крістіан Меллер, був відомий своїм внеском у теорію відносності, теорію гравітації та квантову хімію. Леон Розенфельд приєднався до Nordita в 1958 році. Це він увів термін «лептон» і був одним з перших, хто працював у сфері квантової електродинаміки. Гуннар Каллен займався фізикою елементарних частинок і перенормуванням квантової електродинаміки. Ядерну та атомну фізику в перші роки представляли Стефан Розенталь і Бен Рой Моттельсон, який 1975 року разом з Оге Бором і Лео Джеймсом Рейнвотером отримав Нобелівську премію з фізики за новаторську роботу з геометрії атомних ядер. Оге Бор був директором Nordita з 1975 року до 1981 року.
Ірландський фізик-теоретик Джеймс Гамільтон (1918—2000) прибув до Nordita у 1964 році і незабаром створив дослідницьку групу з фізики елементарних частинок. Його лекції давали цінну інформацію молодим скандинавським дослідникам, які цікавилися цією новою сферою теоретичної фізики. 1976—1978 рр. Гамільтон опублікував серію робіт, у яких обчислював вплив електромагнітних взаємодій на розсіювання адронів методом, котрий стали називати «методом Нордіта».
Геста Ґустафсон приїхав до Копенгагена як стипендіат Nordita в 1968 році та працював з Джеймсом Гамільтоном. Він залишався з ним у тісному контакті після повернення до Лунда в 1972 році, і в результаті цієї взаємодії згодом виникла знаменита «модель струни Лунда». Це феноменологічна модель адронізації в розсіюванні частинок, яка все ще широко використовується, наприклад, для аналізу даних Великого адронного колайдера в CERN. Гольґер Бех Нільсен був стипендіатом Nordita з 1967 року до 1971 року. У наступні роки він написав низку надзвичайно впливових статей про зіткнення частинок високої енергії, його вважають одним із засновників теорії струн.
У 1970-х роках Nordita відіграла важливу роль у розбудові в скандинавських країнах астрофізики та космології шляхом підготовки молодих дослідників та організації семінарів і літніх шкіл. Ця тема стала привабливою для Нордіти через численні відкриття в космосі завдяки прогресу в розвитку експериментальної техніки, а також тому, що астрофізика має широкі контакти з іншими галузями фізики, якими вже займалися в Інституті. Цьому розширенню дослідницьких сфер сприяло залучення талантів світового рівня. Астрофізичні дослідження в Nordita стосувалися компактних об'єктів і матерії високої щільності (нейтронних зірок, чорних дір) під керівництвом британського фізика Крістофера Петіка, астрофізичної магніто-гідродинаміки та астрофізики плазми під керівництвом Акселя Бранденбурга.
Відкриття хаосу та самоорганізованої критичності в складних нерівноважних системах стали однією із найважливіших подій у науці другої половини ХХ сторіччя. Джон Герц, який приєднався до Nordita у 1981 році, — піонер у теорії нейронних мереж, є автором одного з визначальних підручників у цій галузі. Кім Снеппен, стипендіат Nordita з 1989 до 1991 рр. — співавтор відомої моделі Бака-Снеппена спільної еволюції взаємодіючих видів, отримав визнання за роботи над самоорганізованою критичністю та нелінійною динамікою, розширюючи їх сферу біологічних мереж.

## Міжнародна співпраця
Дослідники Nordita співпрацюють із колегами з усього світу, його партнерами, зокрема, є:
- Міжнародна академія Нільса Бора (Данія);
- Міжнародна школа передових досліджень[en] (Італія);
- Гельсінський університет (Фінляндія);
- Потсдамський астрофізичний інститут Лейбніца (Німеччина);
- Інститут теоретичної фізики «Периметр» (Канада);
- Університет Бен-Гуріона (Ізраїль);
- Університет Карнегі-Меллон (США).

Політика Nordita, як центру фізичних досліджень, спрямована на розширення міжнародної співпраці шляхом підтримки молодих дослідників, залучення видатних вчених до навчального процесу.